# レソトサウルス
レソトサウルス（学名 Lesothosaurus）は、草食性の鳥盤類の恐竜である。1978年に古生物学者のピーター・ガルトンが「レソトの恐竜」という意味で名付けた。「Lesothosaurus diagnosticus」のみの一属一種である。

## 分類
レソトサウルスは、当初は鳥脚類と考えられていたが、ポール・セレノらによる研究により、既知の鳥盤類の恐竜の最も原始的なものであることが示唆された。レソトサウルスの分類の歴史は複雑で、長い間、同じ地域から発見された別の鳥盤類であるファブロサウルスとしばしば混同されてきた。2005年、リチャード・バトラーは鳥盤類の新しい系統発生学的な研究成果を公表し、その中で鳥盤類は、堅頭竜下目、角竜下目、鳥脚下目を含む角脚類の中に置かれるべきだと主張した。一方でレソトサウルスは、ステゴサウルス、アンキロサウルス等を含む装盾亜目の極初期の形態であるとし、またStormbergiaはレソトサウルスの成体である可能性も示した。

## 概要

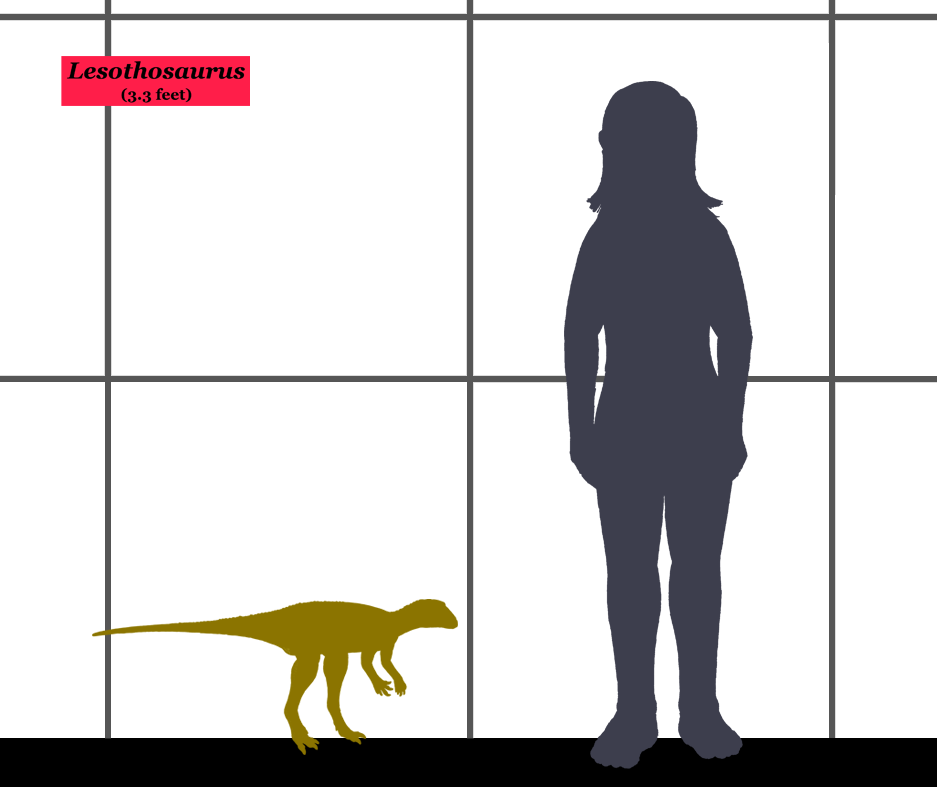
人と比較したレソトサウルスの大きさ

レソトサウルスは体長1m程度で二足歩行し、草食性である。長い脚、短い腕、細い尾を持ち、これらの特徴から速く走ったと考えられる。
頭骨は小さくて平たく、眼窩は大きい。目と顎の筋肉を収める窪みは大きい。鼻は小さくて尖っており、下顎は口吻まで続いている。歯は溝の縁に沿って生えていて、固い植物を強く噛むのに適している。頭は短いがしなやかな首の上についている。
後肢は、小さな「手」がついた前肢よりもだいぶ長い。手には、良く発達した指が4本と小さい指が1本ある。後肢の長さにより、レソトサウルスは速く走っていたことが示唆される。大腿骨は特徴的で、ほかの恐竜には見られない大腿骨頭が見られる。
レソトサウルスは、レソトや南アフリカ共和国のように、気温が高く乾燥した気候に住む。レソトサウルスの化石は、ジュラ紀前期のヘッタンギアン期からシネムーリアン期にかけての上部エリオット累層で発見される。